# كارين كونلي
كارين كونلي (بالإنجليزية: Karen Connelly)‏‏ (12 مارس 1969 - ) روائية، وشاعرة، وكاتِبة من كندا.